# Олого, Майкл
Майкл Олого Инаинфе (англ. Michael Ologo Inainfe; род. 5 апреля 2003) — нигерийский футболист, защитник клуба «Истанбулспор».

## Клубная карьера
Олого — воспитанник нигерийской академии «Фреш Талентс». В начале 2021 года Майкл подписал контракт с турецким «Истанбулспором». 19 октября в матче против «Тузласпора» он дебютировал в Первой лиге Турции. 1 мая 2022 года в поединке против «Эюпспора» Майкл забил свой первый гол за «Истанбулспор». По итогам дебютного сезона Олого помог клубу выйти в элиту. 22 августа в матче против «Коньяспора» он дебютировал в турецкой Суперлиге. 